# خانية
الخَانِيَّة أو الخَاقَانِيَّة هي كيان سياسي يحكمه خان أو خاقان. هذا الكيان السياسي نموذجي بالنسبة لسكان السهول الأوراسية، وهو يكافئ من حيث المفهوم الإمارة أو القبيلة أو المشيخة أو الإمبراطورية.

## خانيات المنغول
بعد أن أسس جنكيز خان ملحقاً لعائلته في إمبراطورية المغول أثناء حكمه (1206-1227)، ورث أبناؤه وبناته،  وأحفاده أجزاء منفصلة من الإمبراطورية؛ الإمبراطورية المغولية والخانات المغولية التي انبثقت من تلك المناطق ومن هذه الخانات المغولية:
- خانية ميرغت
- نايمان
- خانية تاتار
- الدولة القراخطائية
- إمبراطورية المغول
  -  خانية القبيلة الذهبية
  -  خانية جغتاي
  -  الدولة الإلخانية
  - مملكة يوان
  - الدولة التيمورية
    - سلطنة مغول الهند
- أسرة يوان الشمالية في منغوليا.
- مغولستان
- خانية قره دل

أسس الأويرات الخانات التالية في القرن السابع عشر:
- خانية خوشوت
- خانات القالموق، أنشئت عام 1630 في مواقع الفولغا السفلي (في روسيا الحالية وكازاخستان)، 1630-1771
- خانات زونغار، أنشئت عام 1634، وتشمل منطقة سنجان الصينية، قيرغيزستان، شرقي كازاخستان ومنغوليا الغربية.

## خانيات الترك
- خاقانية الترك الأولى
- خاقانية الترك الثانية
- خاقانية الترك الغربية
- خاقانية الترك الشرقية
- خاقانية الأويغور
- خاقانية القرغيز
- الدولة القراخانية
- خانية الخزر
- تورجش
- خانية القبيلة الذهبية
- دشت قبجاق
- بجناك
- بلغاريا العظمى القديمة
  - بلغار الفولغا، كانت سلفاً لتشوفاشيا والتشوفاش.
  - الإمبراطورية البلغارية الأولى، بدأت كدولة تركية سلافية، وتعرف أيضاً باسم بلغاريا الدانوب (على عكس بلغاريا الفولغا، حيث أسس كليهما أعضاء قبيلة البلغار أنفسهم)، لكنها أصبحت لاحقاً الإمبراطورية البلغارية الأولى وتساردوم.

### خانيات ترك آسيا الوسطى

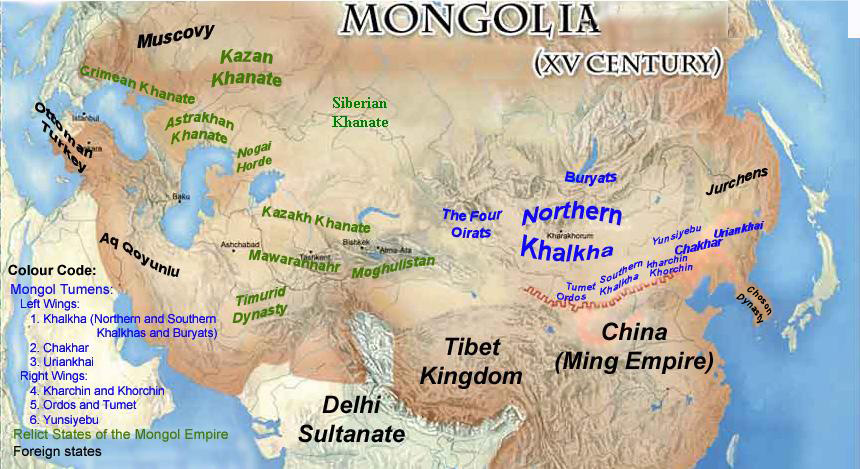
The المغول الأتراك الدول والنطاقات المتبقية بحلول القرن الخامس عشر

- خانية القازاق
- جزء (تقسيمات)
- خانية قازان – أصبح مسمى «خان» المنغولي فعالاً عندما استقرت سلالة جنكيزيد في دوقية قازان في عقد 1430؛ أضافت الامبراطورية الروسية إلى ألقابها السابقة خانية قازان لكن بالأسلوب الملكي تسار.
- خانية سيبير – مصدر الاسم «سيبيريا»، حيث كان أول غزو مهم خلال الامتداد الروسي الشرقي الكبير عبر جبال الأورال.
- خانية أستراخان
- خانية القرم
- خانية قاسم (أو حديثاً كاسيموف) – سميت على اسم مؤسسها، تابعة لدوقية موسكو الكبرى/روسيا
- خانية النوغاي
- خانية توفا بالقرب من منغوليا.
- بيش تاو إل
- خانية كاشغر – تأسست كاشغاريا عام 1514 جزءاً من خانات جاغاتيدي؛ في القرن السابع عشر، قسمت إلى عدة خانات ثانوية ليست ذات أهمية، حيث كانت السلطة الفعلية بيد الخواجات وهو لقب للقادة الدينيين الإسلاميين. ثم أصبحت خانية ياركند التي ضمّت إلى خانات زونغار عام 1680.
- خانية قومول - دولة تابعة لسلالة تشينغ الحاكمة وجمهورية الصين (1912-1949)، ألغيت عام 1930.
- خانية القالموق
- خانية بخارى
- خانية خيوة
- خانية خوقند
- دولة اوغوز ياغبو

## خانيات أذربيجان وخانيات القوقاز

### خانيات أذربيجان

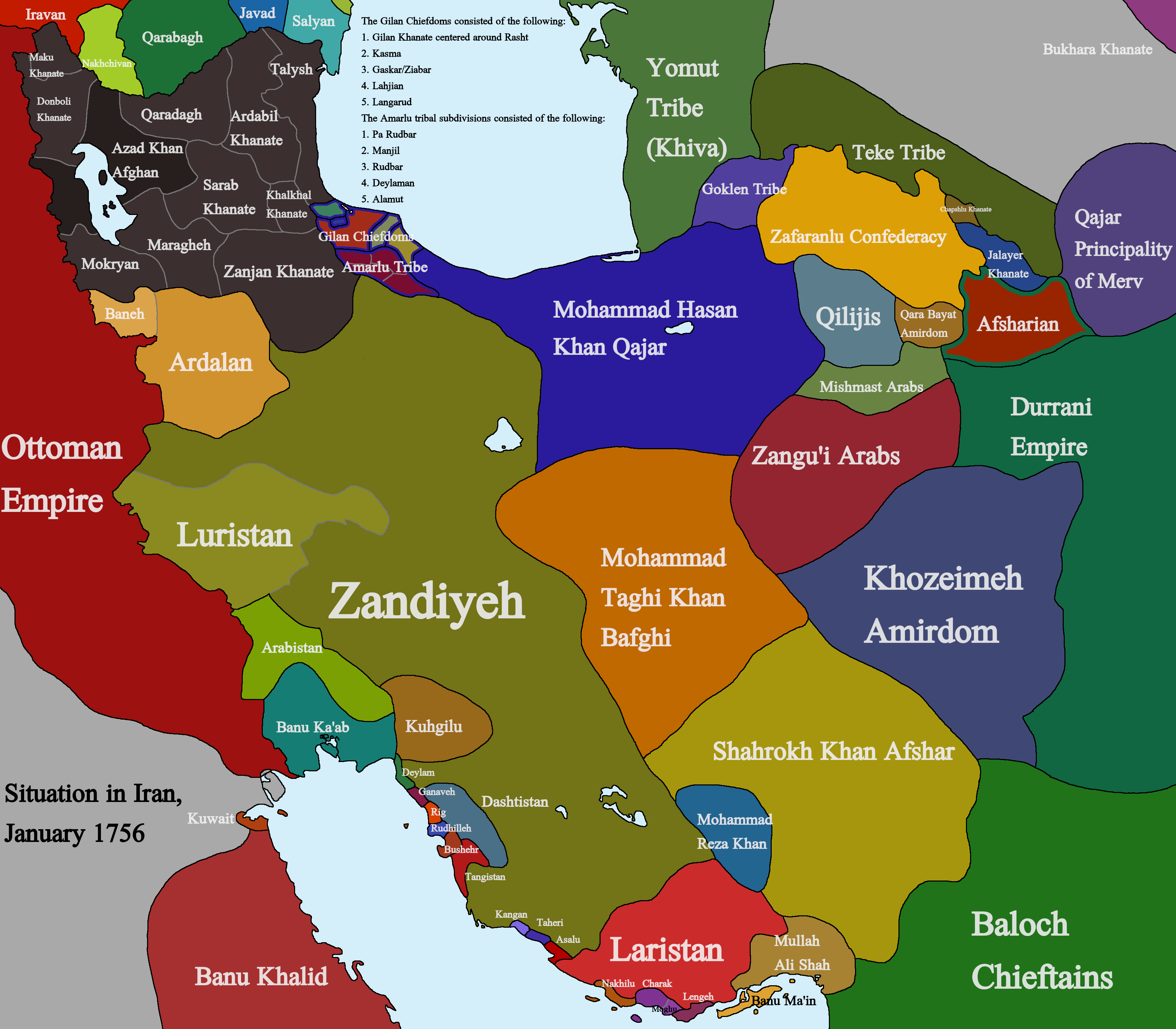
خانيات أذربيجان في شمال غرب إيران في عام 1756

أُسست خانيات أذربيجان في منطقك أذربيجان التاريخية في إيران بعد وفاة الشاه نادر الأفشاري في عام 1747. ألغيت خانيات أذربيجان في القرن 20.
- خانية أردبيل
- خانية أرومية
- خانية تبريز
- خانية خلخال
- خانية سراب
- خانية قره داغ
- خانية زنجان
- خانية قزوين
- خانية ماكو
- خانية مراغة
- خانية مرند

### خانيات القوقاز

خانيات القوقاز

أُسست خانيات القوقاز في جنوب القوقاز بعد وفاة الشاه نادر الأفشاري في عام 1747. سيطرت الإمبراطورية الروسية على خانيات القوقاز في بداية القرن 19 من الدولة القاجارية. ألغيت خانيات القوقاز في القرن 19.
- خانية باكو
- خانية دربند
- خانية يريفان
- خانية كنجه
- خانية جواد
- خانية قره باغ
- خانية خلخال
- خانية خوي
- خانية لنكران
- خانية نخجوان
- خانية قبه
- خانية شكي
- خانية شروان

## خانية أخرى
- آفار أوراسيا خانقات
- خانية الآفار
- خانات قلات